# Ekstremiści
Ekstremiści (ang. Extreme Ops) – niemiecko-brytyjsko-luksemburski film sensacyjny z 2002 roku w reżyserii Christiana Duguaya. Wyprodukowany przez Paramount Pictures i MDP Worldwide.

## Opis fabuły
Przyjaciele, m.in. Will (Devon Sawa), Chloe (Bridgette Wilson) i Ian (Rufus Sewell) wyruszają w austriackie Alpy. Mają tu nakręcić film prezentujący ich popisy na snowboardzie. Tuż przy granicy z byłą Jugosławią natrafiają na kryjówkę serbskiego zbrodniarza wojennego. Grozi im niebezpieczeństwo.

## Obsada
- Devon Sawa as Will
- Bridgette Wilson-Sampras jako Chloe
- Rupert Graves jako Jeffrey
- Rufus Sewell jako Ian
- Heino Ferch jako Mark
- Joe Absolom jako Silo
- Jana Pallaske jako Kittie
- Klaus Löwitsch jako Slobodan Pavlov
- Jean-Pierre Castaldi jako Zoran
- Liliana Komorowska jako Yana
- David Scheller jako Slavko
- Detlef Bothe jako Ratko
- Heinrich Schmieder jako Goran
- Franjo Marincic jako Ivo
- Rade Radovic jako Jakša

i inni